# Rieux-Volvestre
Rieux-Volvestre (okzitanisch Rius) ist eine französische Gemeinde  mit 2.625 Einwohnern (Stand 1. Januar 2022) im Département Haute-Garonne in der Region Okzitanien. Sie gehört zum Arrondissement Muret und zum Kanton Auterive. Bis zum 22. Juni 2009 hieß die Gemeinde offiziell Rieux.

## Geografie
Die Gemeinde Rieux-Volvestre befindet sich in der ehemaligen Provinz Volvestre, 45 km südlich von Toulouse. Die Gemeindegrenze im Westen verläuft entlang der Garonne, die an dieser Stelle Mäander bildet. Zudem wird Rieux-Volvestre von der Arize, einem rechten Nebenfluss der Garonne, durchflossen, in die hier der Camedon einmündet. Der Bach Eaudonne bildet im Westen die Grenze zur Nachbargemeinde Latrape.
Der Getreideanbau (insbesondere, Mais und Weizen) ist für Rieux-Volvestre zwar immer noch wichtig, auch wenn er kontinuierlich zurückgeht und sich der Ort mehr und mehr zu einem Wohngebiet für die in der Stadt Toulouse arbeitende Bevölkerung entwickelt. Der nächstgelegene Bahnhof befindet sich in Carbonne.

## Geschichte
Rieux leitet sich vom Lateinischen rivis ab, was ‚Bach‘ bedeutet.
Rieux wurde 1202 eine Cité libre (Freie Reichsstadt). 1317 wurde die Herrschaft vom Papst Johannes XXII. zum Bistum erhoben (→ Bistum Rieux). Die Stadt blieb Bistumsitz bis zur Französischen Revolution. Heute gehört sie kirchenrechtlich zum Erzbistum Toulouse.
Am 22. Juni 2009 nahm die Gemeinde offiziell den Namen Rieux-Volvestre an.

### Wappen
Auf rotem Grund ein silbernes Osterlamm, das ein Banner derselben Farbe mitführt. Das azurblaue Schildhaupt ist besetzt mit drei güldenen Fleurs-de-Lis in einer Reihe.

### Bevölkerungsentwicklung
Die Gemeinde weist seit den 1980er Jahren ein stetiges Wachstum aus.
| Jahr      | 1962 | 1968 | 1975 | 1982 | 1990 | 1999 | 2009 | 2017 |
| --------- | ---- | ---- | ---- | ---- | ---- | ---- | ---- | ---- |
| Einwohner | 1218 | 1194 | 1243 | 1462 | 1721 | 1900 | 2443 | 2627 |

## Sehenswürdigkeiten

### Kathedrale

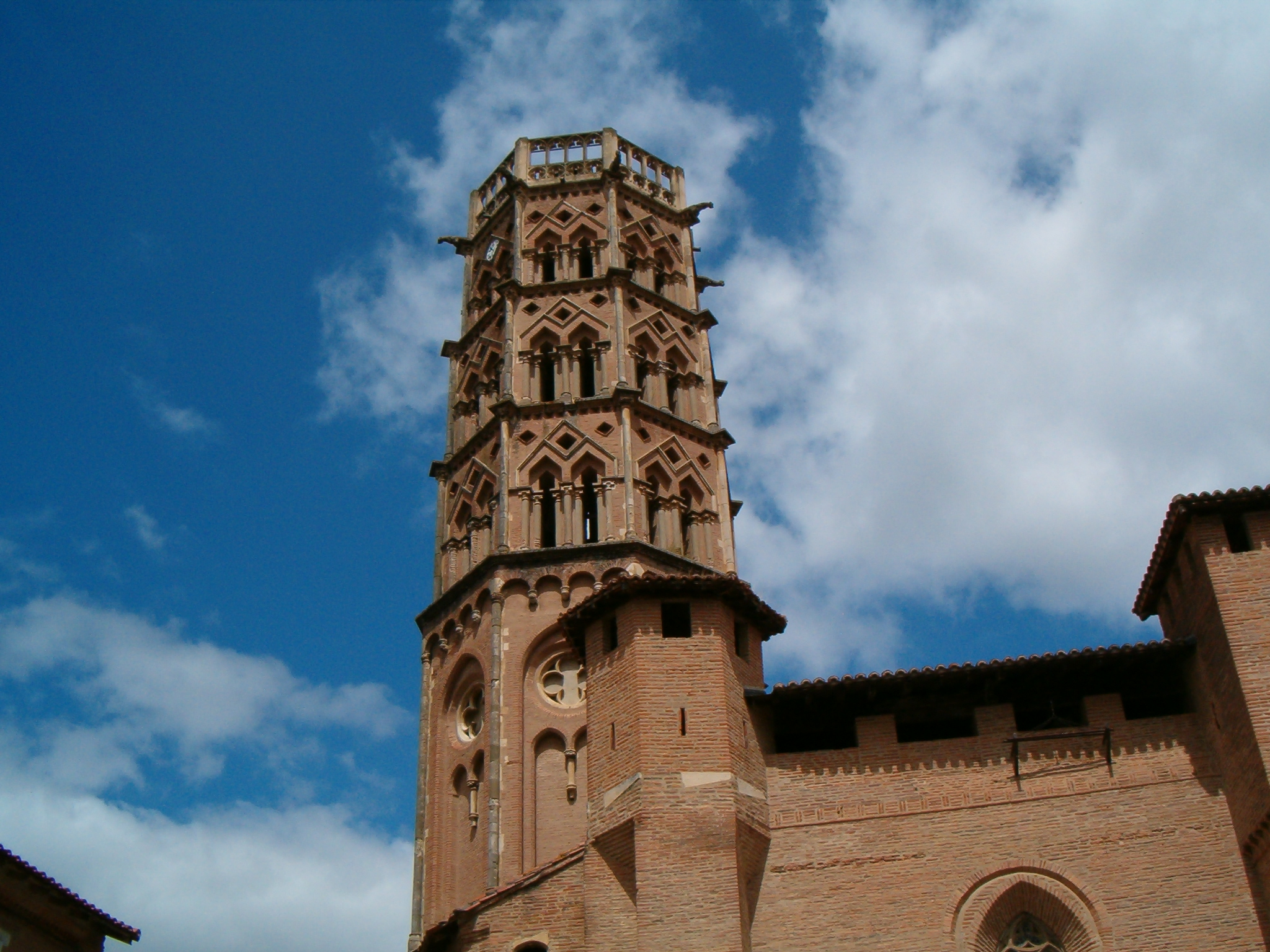
Glockenturm der Kathedrale

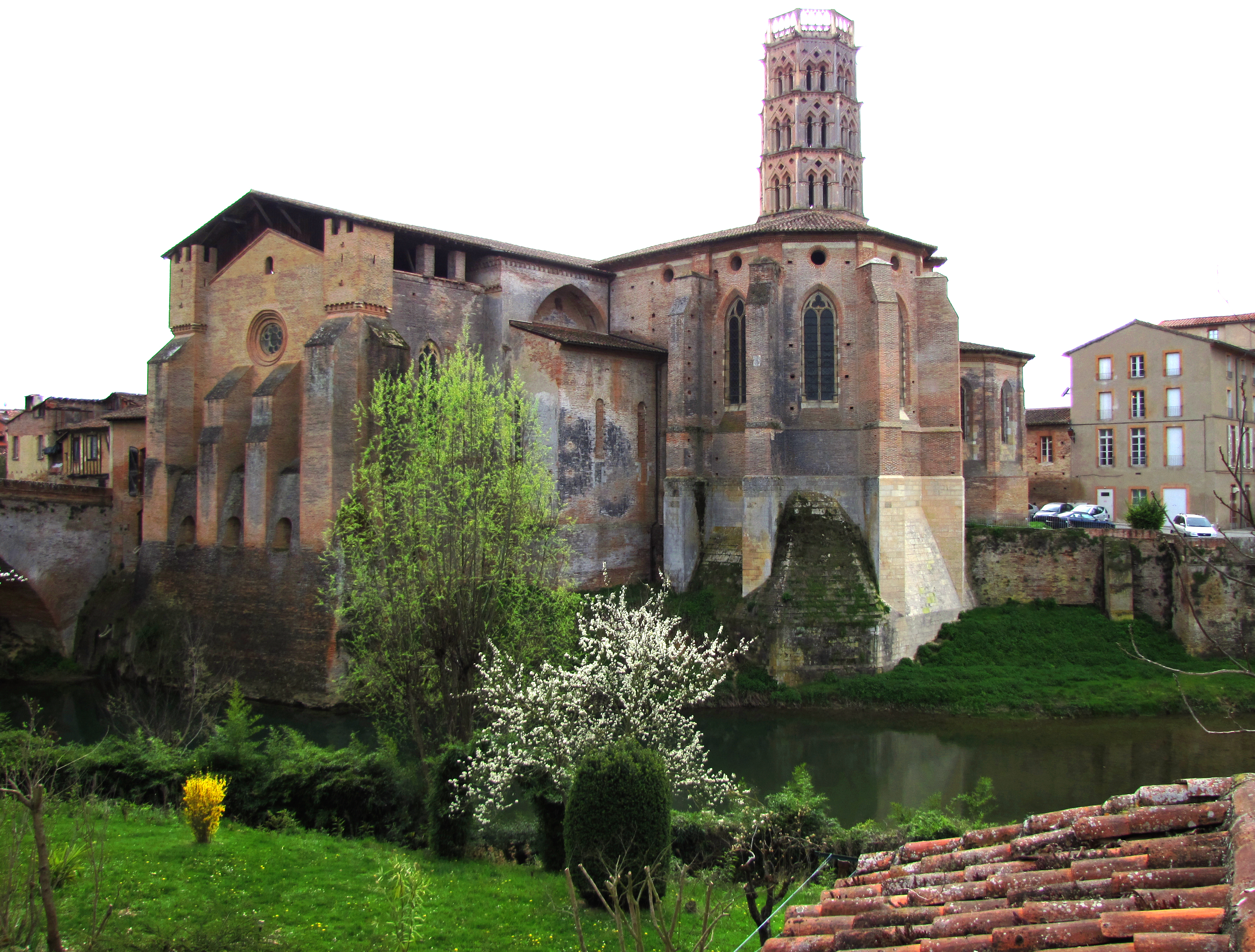
Kathedrale

Die Kirche Cathédrale de la Nativité-de-Marie de Rieux (Kathedrale der Mariä Geburt von Rieux), auch Ancienne Cathedrale genannt, wurde Anfang des 14. Jahrhunderts auf Geheiß des Papstes Johannes XXII. errichtet. Die Architektur, wie sie sich heute präsentiert, ist mediterran inspiriert. Vom ursprünglichen gotischen Bau blieben lediglich das Hauptschiff und das Portal. Bestand hatte jedoch die wehrhafte Ausprägung; neben massiven Wänden weist die Kathedrale auch Türmchen und Schießscharten auf, um eine Verteidigung zu erleichtern. Der oktogonale Turm der Kirche im Toulouse-Stil (style toulousain) weist drei Stockwerke auf und ist 43 Meter hoch. Bemerkenswert im Inneren ist das geschnitzte 61-teilige Chorgestühl aus Nussbaum aus dem 17. Jahrhundert. Berühmt ist die Kirche wegen ihres bischöflichen Kirchenschatzes. Die Kathedrale und verschiedene Teile ihrer reichen Ausstattung stehen seit 1923 unter Denkmalschutz

### Ehemaliger Herrschaftsturm

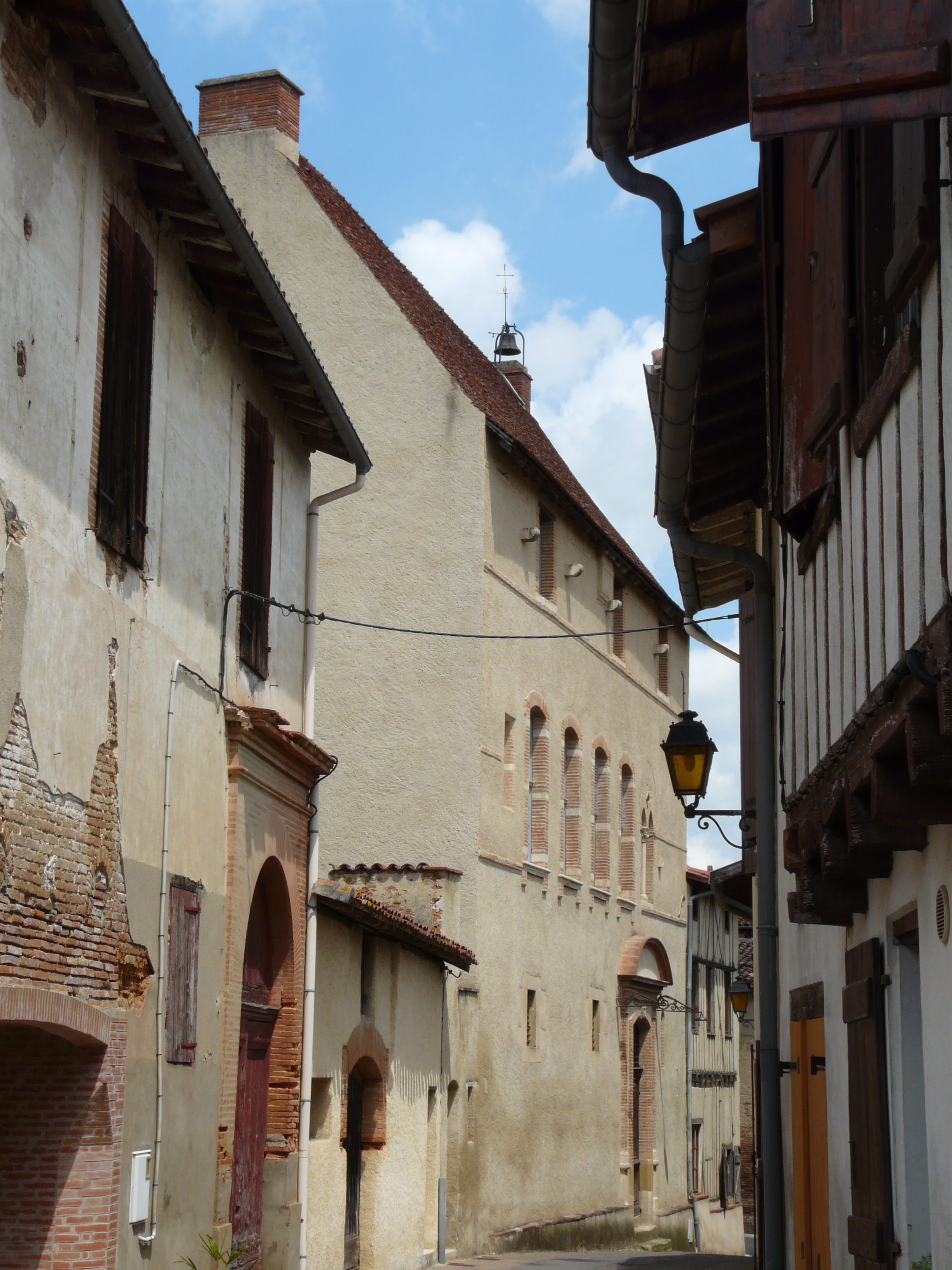
La Tourasse

La Tourasse an der Rue de Salles nennt sich ein befestigtes Haus mit zwei Obergeschossen, dessen Name auf einen Turm aus dem 13. Jahrhundert zurückgeht. Auf dem Ostgiebel des Gebäudes thront noch immer die Stadtglocke. Das Portal aus dem 17. oder 18. Jahrhundert ist mit einem geschwungenen Giebel überdacht.
Das Haus, welches seit 1990 unter Denkmalschutz steht, gehörte der Familie von Marquefave, die es 1517 der Stadt verkaufte. Bis zur Französischen Revolution diente es als Rathaus, dann wurde es umgebaut und bis ins 19. Jahrhundert als Gefängnis verwendet. Im 20. Jahrhundert wurde daraus ein Theater und später ein Kinosaal. Heute existieren Pläne, das Haus in ein Theater zurückzuverwandeln.

### Maison Laguens

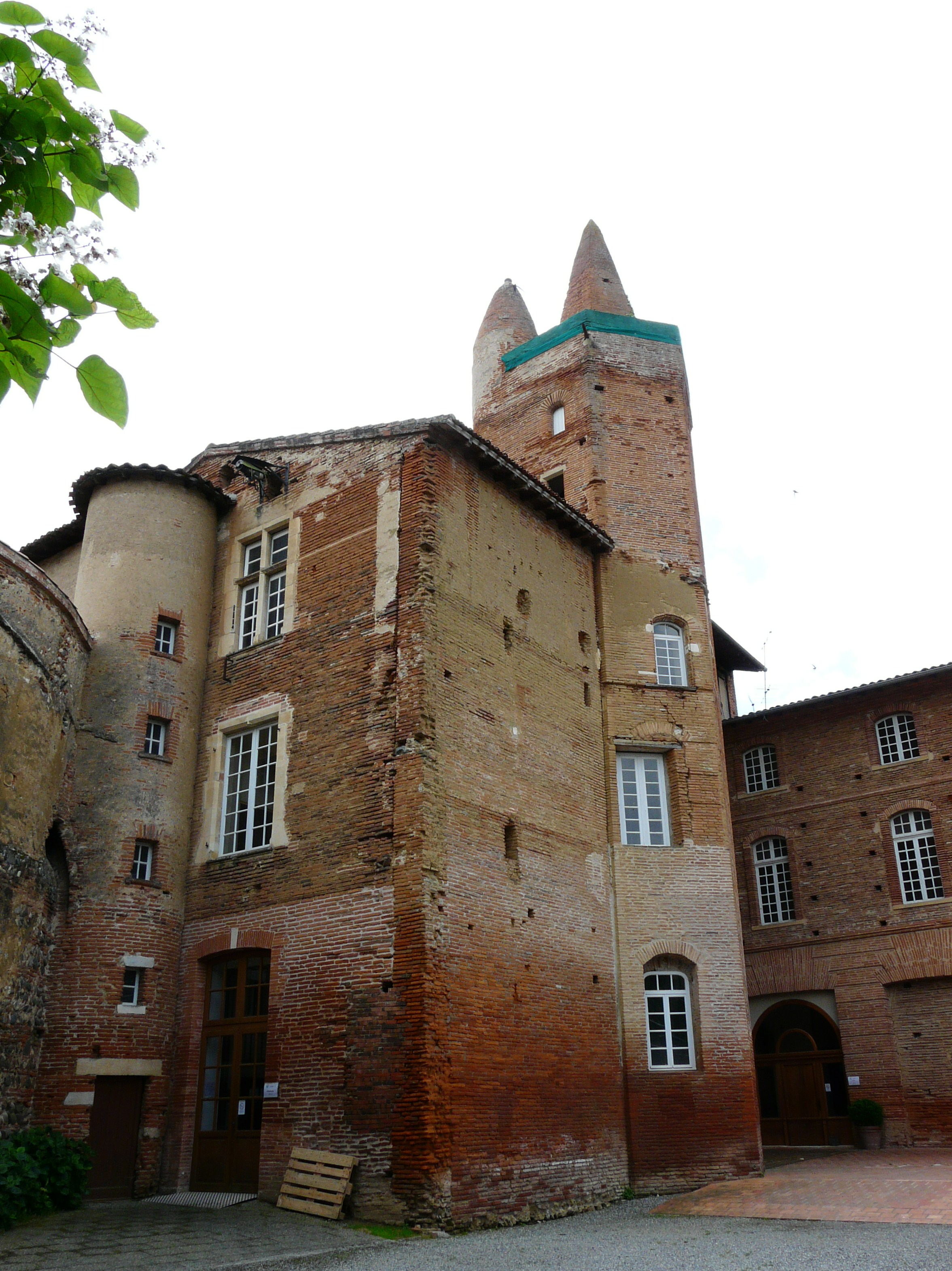
Maison Laguens

Maison Laguens ist der Name eines Hauses an der Rue de l’Évêché (in der Nähe der Kathedrale), das Anfang des 16. Jahrhunderts auf Geheiß des Bischofs von Rieux neu aufgebaut wurde. Das Gebäude wird von einem hexagonalen Turm, dem Tour Valtan, dominiert. Auffällig sind auch die beiden Turmaufbauten, einerseits eine langgezogenen Pyramide und anderseits ein Glockentürmchen, das in seiner Form an die Spitze eines Minaretts erinnert. Das Haus, welches wegen seiner Fassade und seiner Bedachung seit 1972 unter Denkmalschutz steht, präsentiert hofseitig noch die ursprüngliche, dreigeschossige Fachwerkfassade; die Straßenfassade und das Portal stammen dagegen aus dem 17. und 18. Jahrhundert.
Im 19. und 20. Jahrhundert war das Gebäude nacheinander eine Mädchenschule, ein christliches Heim und schließlich eine Knabenschule. Heute ist darin das Zentrum Pierre Hanzel, eine Klinik für Multiple Sklerose, untergebracht.

### Brücke Pont de Lajous

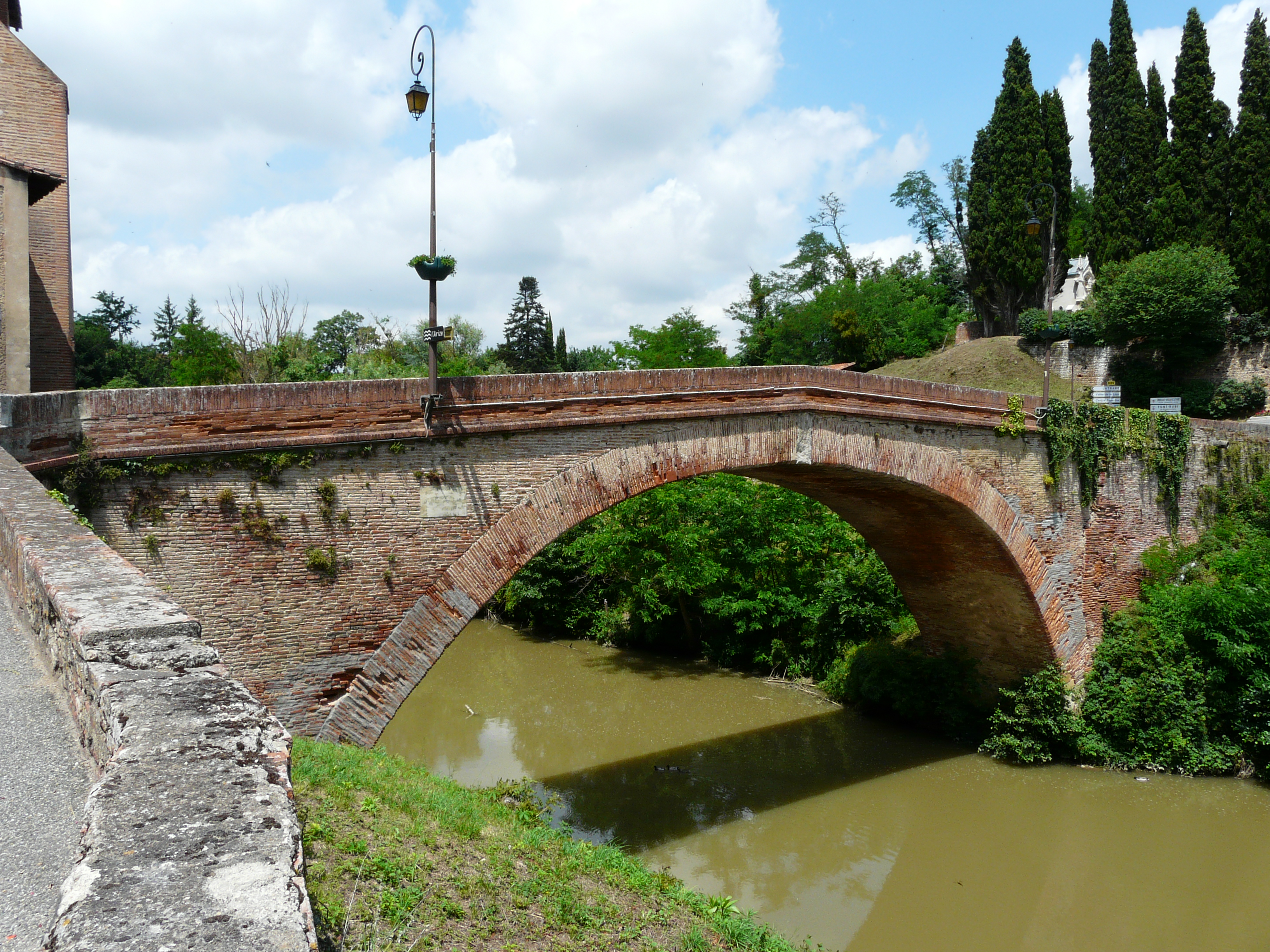
Pont de Lajous

Die einbogige 26 Meter lange Backsteinbrücke Pont de Lajous führt von der Kathedrale über die Arize und steht seit 1950 unter Denkmalschutz. Ursprünglich verband das Bauwerk die Stadt Rieux mit der mittelalterlichen Burg Casterette (Château féodal de la Casterette), die auf der anderen (rechten) Seite des Flusses lag. Anfang des 17. Jahrhunderts war die Brücke in einem sehr schlechten Zustand und der Bogen war eingestürzt. Der Wiederaufbau wurde vom Architekten Pierre Monge ab dem Jahre 1620 vorangetrieben, doch erst 1683 war er vollendet. Im Jahre 1785 wurde die Brücke renoviert. Früher stand an jedem der beiden Brückenköpfe ein Tor, doch davon ist heute nichts mehr zu erkennen.
Siehe auch: Liste der Monuments historiques in Rieux-Volvestre

### Weitere Einrichtungen

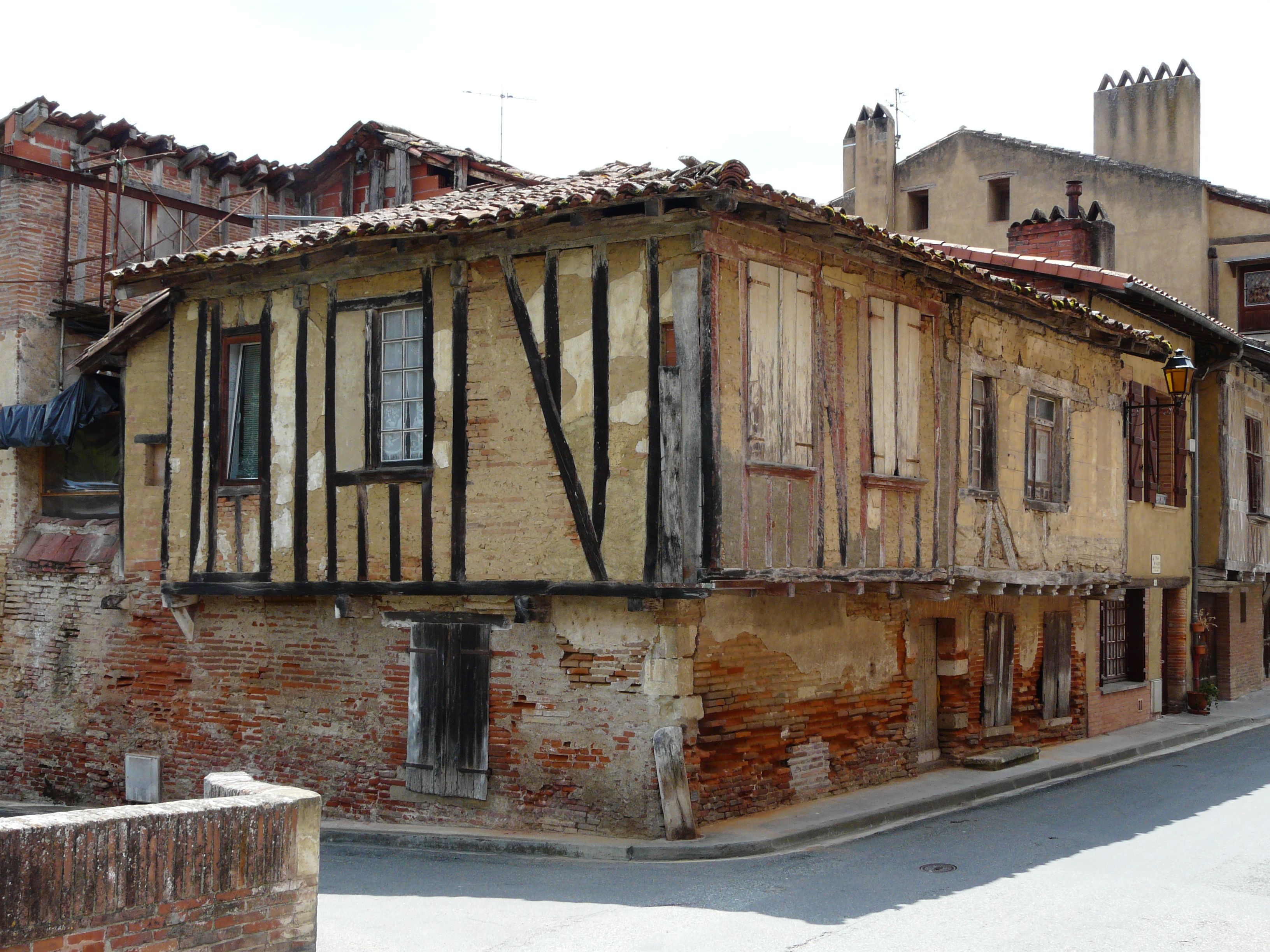
Fachwerkhaus

- An der Place de Lastic stehen drei Fachwerkhäuser, die seit 2011 unter Denkmalschutz stehen.[10][11][12]

- Die Steinbrücke Pont d’Auriac führt über die Arize. Auffällig ist die Brückenkapelle Notre-Dame de Bonne Garde die vom mittleren Brückenpfeiler in die Höhe ragt.

- Das Ortsmuseum (Musée d’histoire locale)

- Das Museum Musée lapidaire zeigt Steinmetzkunst aus dem 13. und 14. Jahrhundert.

- Das Museum Musée Papogay präsentiert das mittelalterliche Bogenschießen und andere Traditionen.

## Bräuche

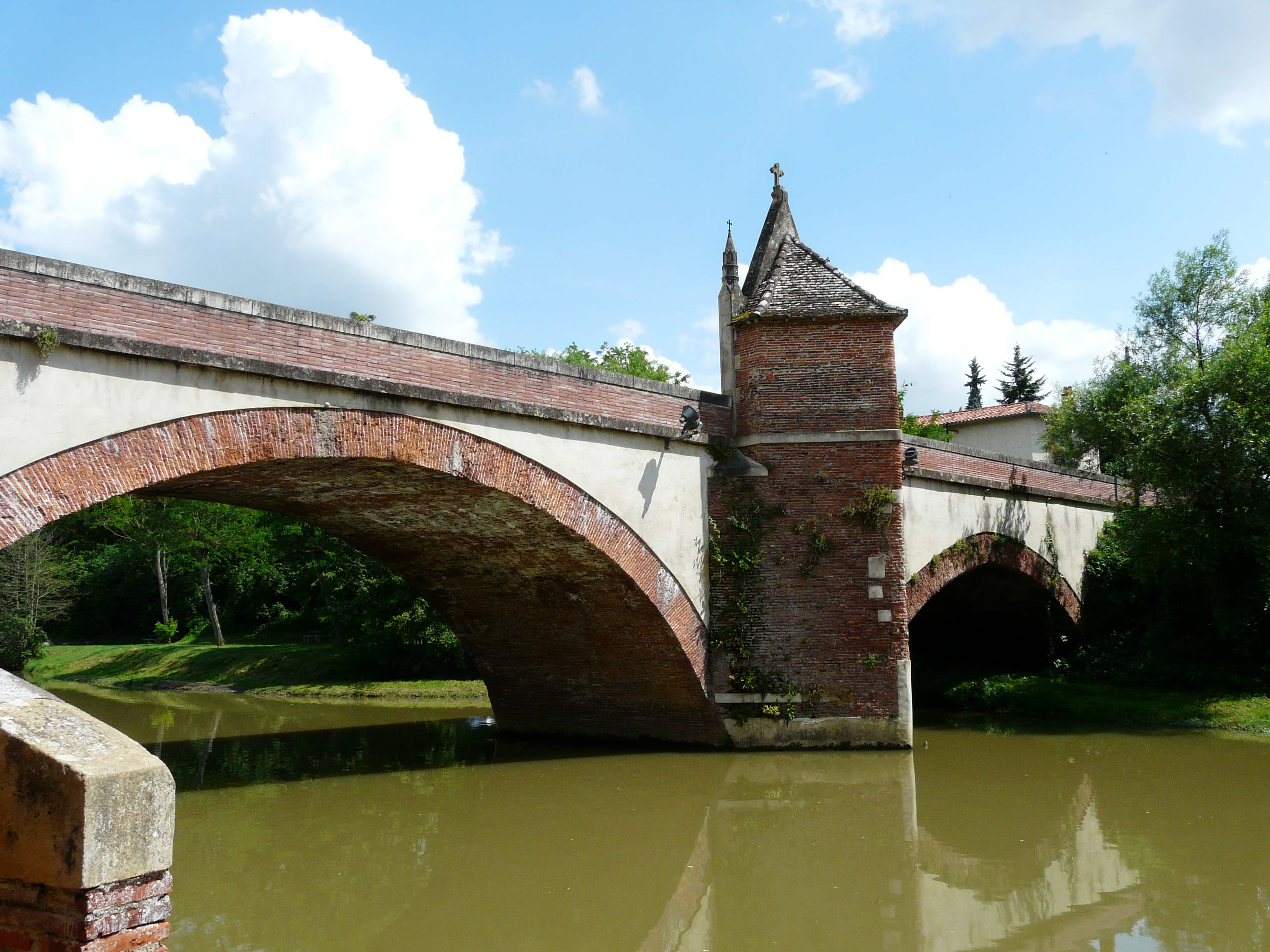
Pont d’Auriac

Jeweils am ersten Sonntag im Monat Mai findet vor Ort das Fest Le papogay statt. Dabei versuchen die Teilnehmer (aktiv zugelassen sind nur ortsansässige) einen Papagei aus Holz und Eisen, der auf der Spitze eines 45 Meter hohen Masts thront, zu treffen. Jener Bogenschütze, der es schafft, den Papageien, der den Teufel symbolisiert, zu stürzen, wird für ein Jahr zum „Dorfkönig“ gekürt. Die Tradition soll bis auf das Jahr 1589 zurückgehen und wurde ursprünglich zur Ertüchtigung der Soldaten durchgeführt.

## Persönlichkeiten
- Martin Guerre (1524–nach 1560), dessen Gerichtsverhandlung 1560 in Rieux stattfand
- Antoine de Laloubère (1600–1664), Mathematiker und Jesuit

## Städtepartnerschaft
- Font-rubí, Katalonien, Spanien